# Kofi
Kofi of Koffi is een jongensnaam van de Akan (bewoners van Ghana en Ivoorkust), die ook achternaam geworden is. Hij wordt gegeven aan een jongen die is geboren op vrijdag (bij de Baoulé op zaterdag). De corresponderende voornaam voor meisjes is Affoué.

## Dragers van deze voornaam
- Kofi Abrefa Busia (1913-1978), Ghanees politicus, premier van Ghana (1969-1972)
- Kofi Annan (1938-2018), Ghanees politicus, secretaris-generaal van de Verenigde Naties van 1997 tot 2006; Nobelprijs voor de Vrede in 2001
- Kofi Ayivor (1939), Ghanees drummer
- Koffi Olomide (1956), Congolees soukous zanger, producer en componist
- Kofi Mensah (1978), Ghanees voetbalinternational
- John Kofi Agyekum Kufuor (1938), president van Ghana van (2001-2009)

### Marrons
- Cuffy (persoon) (?-1763), leider van de slavenopstand in Berbice in 1763
- Kofi (Kwintileider), leider van de marronstam Kwinti van circa 1765 tot 1827
- Kofi, een gevluchte slaaf en naamgever van het dorp Kofidjompo, later hernoemd naar Lelydorp.

- Kofi
- Kofi (Kwintileider)
- Kofi Abrefa Busia
- Kofi Abresa Busia
- Kofi Anan
- Kofi Annan
- Kofi Atta Annan
- Kofi Awoonor
- Kofi Ayivor
- Kofi Kingston
- Kofi Mensah
- Kofi Opare
- Kofi Sarkodie
- Kofi Sarkodie-Mensah
- Kofiau
- Kofiauvlagstaartijsvogel
- Kofimakakreek
- Kofimakka Kreek
- Kofimakkakreek
- Kofiniotis
- Kofiniotis creticus